# زنان کوچک (فیلم ۲۰۱۸)
زنان کوچک (انگلیسی: Little Women) فیلمی در ژانر درام است که از سوی پیور فلیکس در ۲۸ سپتامبر ۲۰۱۸ منتشر شد. از بازیگران آن می‌توان به لوکاس جرابل، ایان بوهن و لی تامپسون اشاره کرد.